# Iñak Uyu

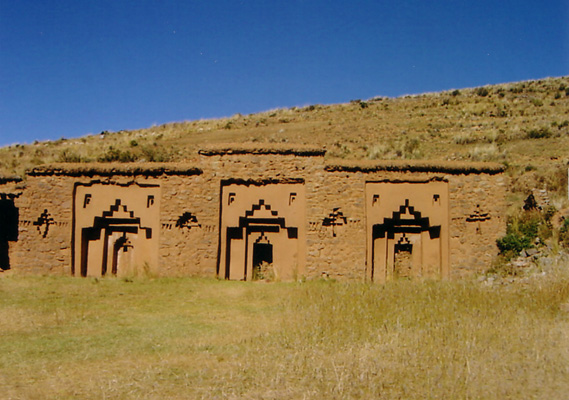
Iñak Uyu

Iñak Uyu, auch Iñakuyu bzw. Iñaq Uyu ist eine auf der Koati-Insel gelegene archäologische Stätte in Bolivien.

## Ursprung
Frühe Gelehrte übernahmen die Aussagen der Chronisten, dass Iñak Uyu durch Topa Inca erbaut und später durch Huayna Cápac erweitert wurde. Nach den Anthropologen Charles Stanish und Brian Bauer hätten Forscher in jüngerer Zeit jedoch Schwierigkeiten mit dieser Annahme, da sich bei Iñak Uyu sowohl Inka-Architekturelemente als auch regionale Titicacasee-Architekturelemente (siehe Tiwanaku-Architektur) wiederfinden würden (das gleiche gelte für Pilkokaina). Die Stufenmotive auf den Fassaden der Gebäude des zentralen Hofes würden denjenigen in Tiwanaku ähneln. Andere Elemente seien bekannte Inka-Architekturelemente.
Bei Iñak Uyu wurde eine beträchtliche Anzahl rituell bedeutsamer Objekte aus der Tiwanaku-Zeit (neben fein gefertigten Qirus, Gold- und Silbergegenständen unter anderem auch Incensarios) geborgen. Die Funde stellen laut den Anthropologen Charles Stanish und Brian Bauer „stichhaltige Beweise“ für eine bedeutende Tiwanaku-Besiedlung unterhalb des Inka-Komplexes dar. Dies stütze die These, dass vor den Inka auf der Koati- und Titicaca-Insel ein Pilgerkomplex durch den Tiwanaku-Staat errichtet wurde.

## Galerie

Iñak Uyu
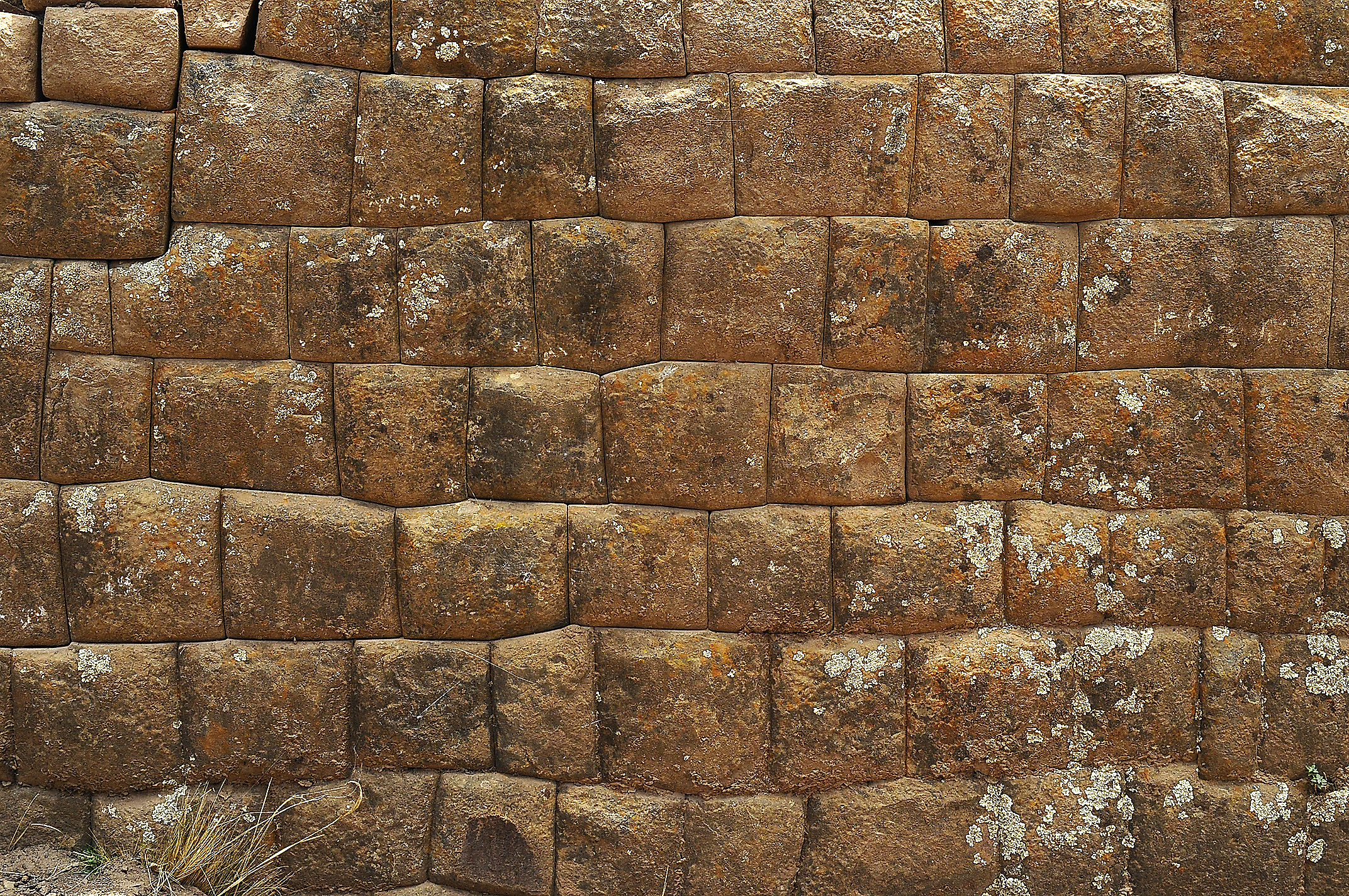
Mauer der zweiten Terrasse
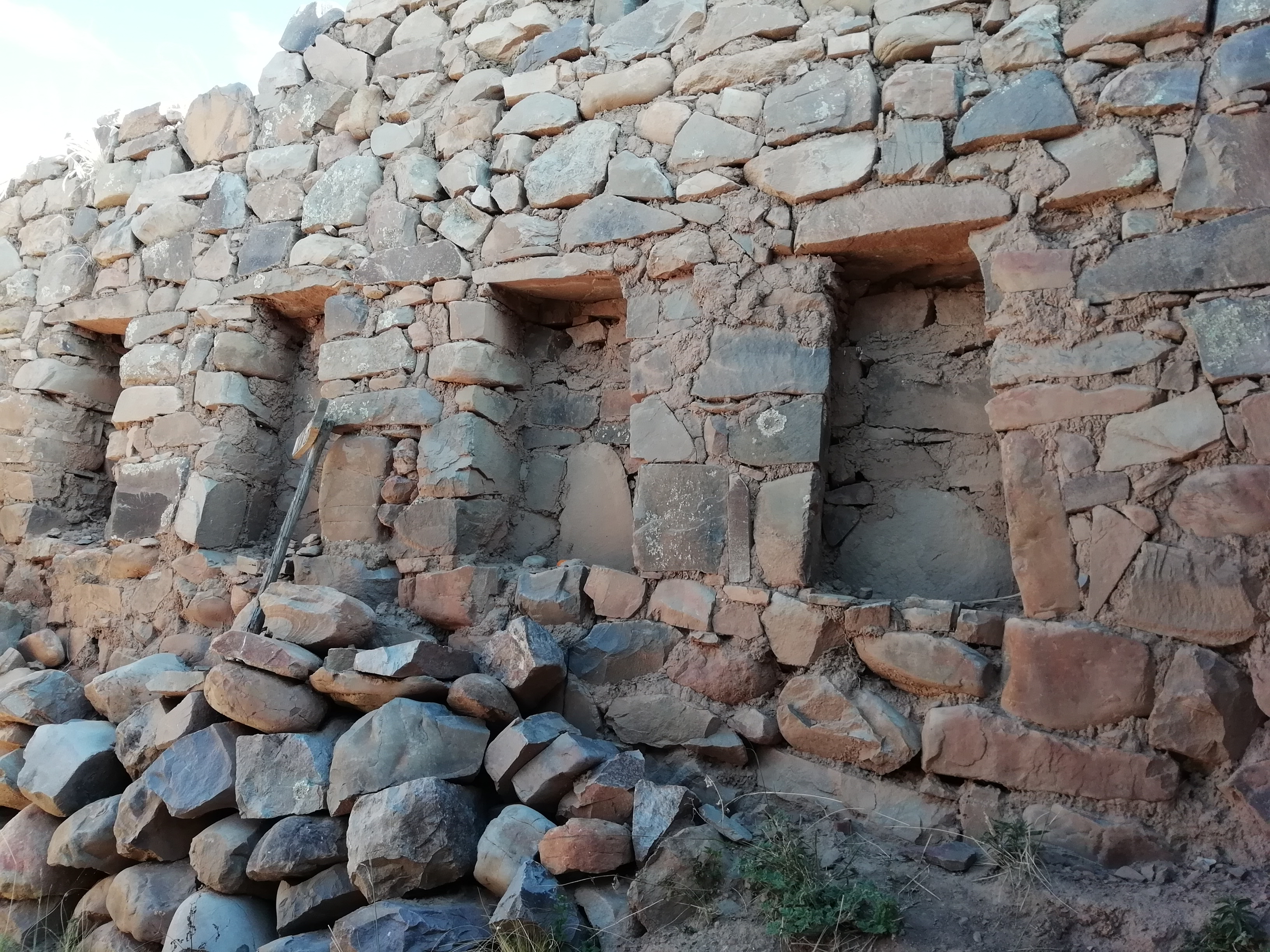
Inka-Nischen
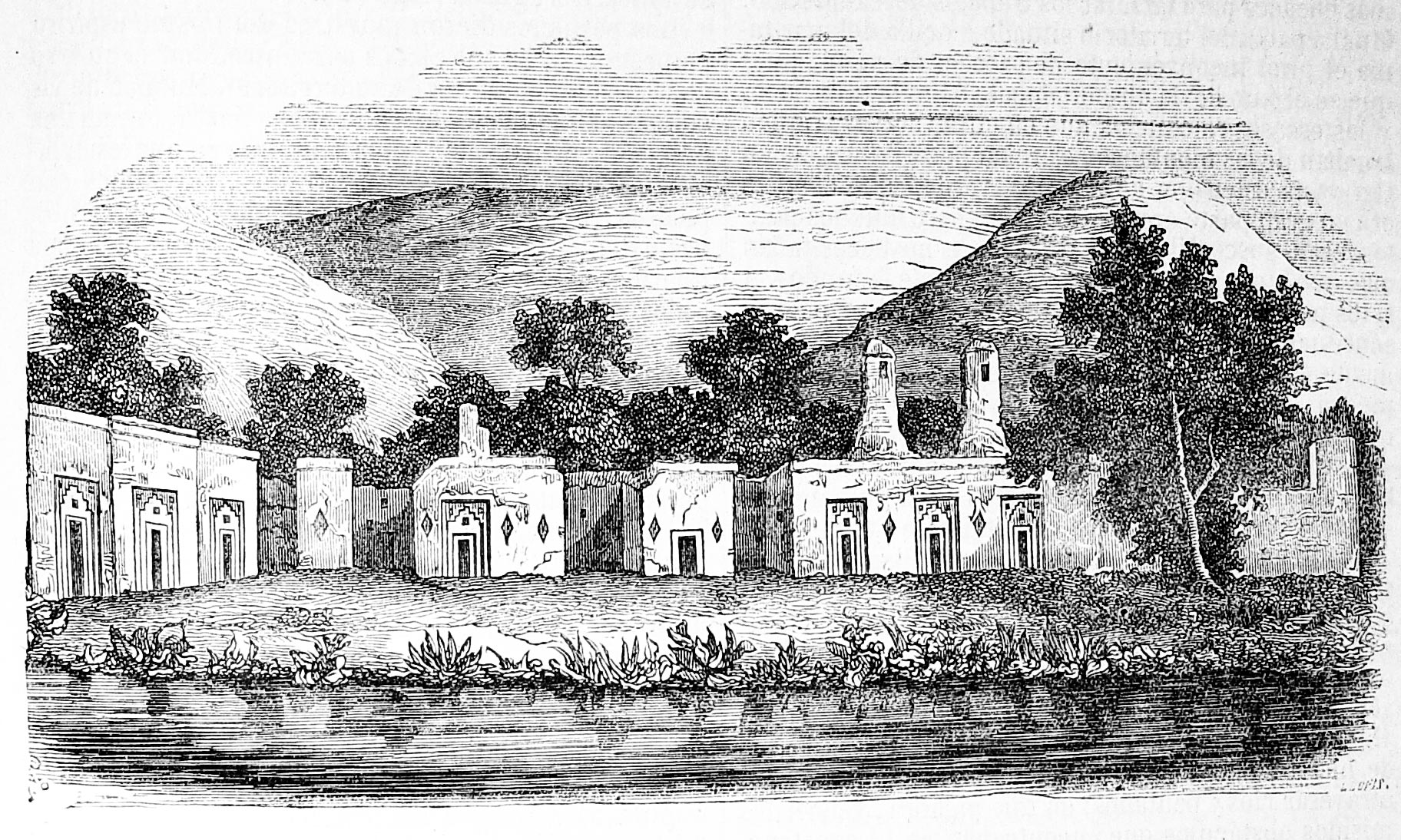
Inak Uyu in Historia de la conquista del Perú (1851)
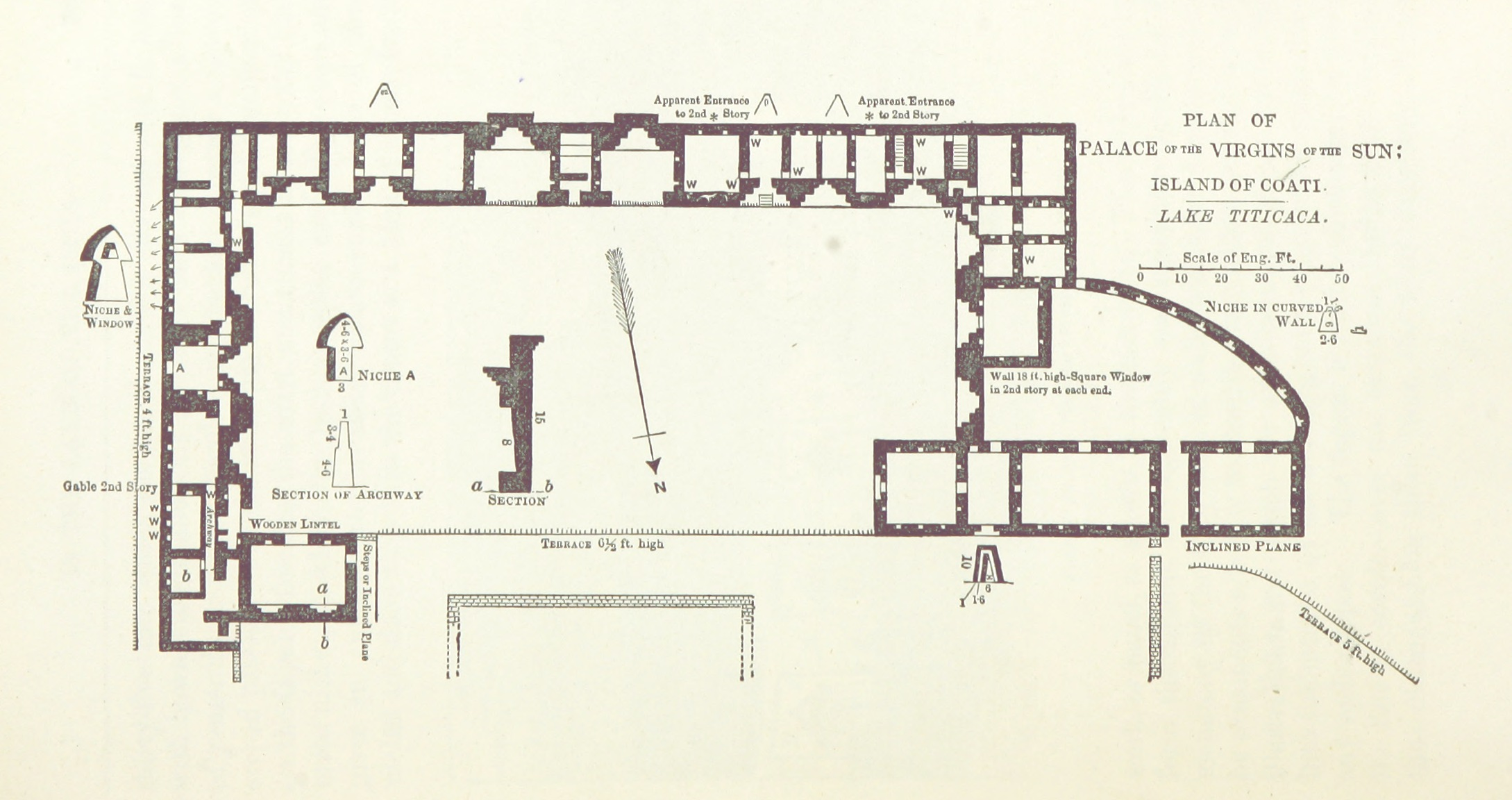
Plan von Ephraim Squier in Incidents of Travel and Exploration in the Land of the Incas. (1877)